# Pherallodus
Pherallodus — рід риб родини присоскоперових (Gobiesocidae). Представники роду поширені в Індійському та на заході Тихого океану.

## Класифікація
Рід містить 2 види: 
- Pherallodus indicus (M. C. W. Weber, 1913)
- Pherallodus smithi Briggs, 1955